# Emir Hadžić
Emir Hadžić (Kakanj, 1984. július 19. –) bosnyák válogatott labdarúgó, jelenleg az FK Olimpic Sarajevo játékosa.

## Mérkőzései a bosnyák válogatottban
| #  | Dátum              | Ellenfél      | Eredmény | Kiírás              | Esemény |
| -- | ------------------ | ------------- | -------- | ------------------- | ------- |
| 1. | 2007. december 15. | Lengyelország | 0 – 1    | barátságos mérkőzés | 84'     |
| 2. | 2009. június 1.    | Üzbegisztán   | 0 – 0    | barátságos mérkőzés | 46'     |

## Sikerei, díjai
Egyéni:
- Bosnyák labdarúgó-bajnokság gólkirály: 2012-13